# الکساندر باتیوک
الکساندر باتیوک (روسی: Алекса́ндр Миха́йлович Батю́к؛ ۱۴ ژانویهٔ ۱۹۶۰ – ) اسکی‌باز صحرانوردی اهل اوکراین بود.